# Астрономія в Чорногорії

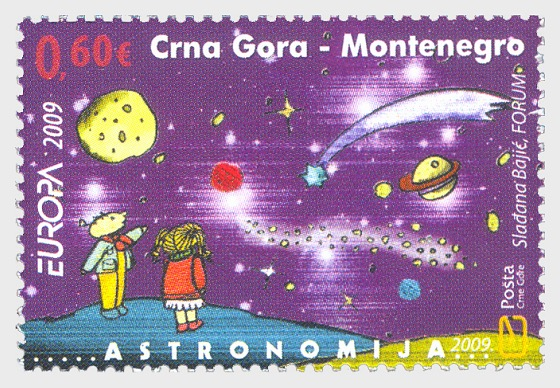
Поштова марка Чорногорії, присвячена астрономії

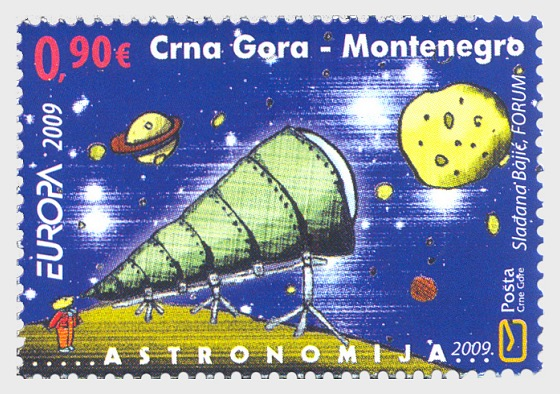
В 2009 році в світі відзначався Міжнародний рік астрономії

Астрономія в Чорногорії викладається в освітніх закладах та популяризується аматорськими організаціями, однак професійні науково-дослідні астрономічні установи у країні відсутні. До 2006 року Чорногорія була частиною Югославії і перебувала в сильній залежності від наукових центрів, розташованих на території теперішньої Сербії.

## Університетська освіта
Астрономічні курси викладаються в Університеті Чорногорії. Станом на 2006 рік це були односеместровий курс «Геодезична астрономія» на 3 курсі кафедри геодезії факультету будівництва в Подгориці та двосеместровий курс «Астрономічна навігація» на 2 курсі морехідного факультету в Которі. На початку 2020-х на природничо-математичному факультеті університету читався курс «Вступ в астрономію і астрофізику».

## Шкільна освіта
З 1969 по 1990 рік астрономія викладалася в чорногорських школах як окремий курс у четвертому класі середньої школи (спочатку одна година на тиждень, а в 1980-х роках — дві години на тиждень). У 1990 році, астрономія була включена в курс фізики. Щоб допомогти вчителям залишатись в курсі астрономічних відкриттів, для них проводили щорічні семінари, на яких читали лекції з різних тем астрономії. Станом на 2006 рік в Чорногорії не було жодної школи, в якій би астрономію викладали як окремий предмет, і спроби вчителів повернути астрономію як обов'язковий предмет залишались марними.
У початковій школі астрономічні теми висвітлюють у курсах природознавства, фізики та географії.

## Любительська астрономія
Астрономічне товариство Чорногорії засноване в Подгориці у квітні 2004 року з метою популяризації астрономії. Станом на 2006 рік воно мало 28-сантиметровий телескоп Celestron і два менші телескопи і проводило щотижневі астрономічні радіопрограми.
При фонді сприяння розвитку науки в Чорногорії «Прона» в Подгориці діє астрономічний клуб. При ньому працює астрономічний гурток, проводяться астрономічні лекції. В 2019 році члени клубу спільно видали підручник «Основи астрономії».
У селі Горичани працює любительська обсерваторія.